# Гёнен, Дженк
Дженк Гёнен (тур. Cenk Gönen; род. 21 февраля 1988, Измир) — турецкий футболист, вратарь. Сыграл два матча за национальную сборную Турции.

## Клубная карьера
Гёнен является воспитанником измирского футбольного клуба «Гёзтепе», за молодёжную команду которого он выступал до 2005 года, после чего в 16-летнем возрасте перешёл в «Денизлиспор», в котором началась его профессиональная карьера. На сезон 2006/07 турецкой Суперлиги Гёнен впервые попал в заявку основной команды, однако игровой практики он не имел. Вторую половину сезона 2007/08 Гёнен провёл в клубе первой лиги «Алтай», за который сыграл 12 матчей. Вернувшись в «Денизлиспор» из аренды, Гёнен стал основным вратарём команды. В этом качестве он отыграл два сезона за «Денизлиспор», в общей сложности проведя в чемпионате Турции 35 матчей. В сезоне 2009/10 команда заняла предпоследнее место в чемпионате и покинула Суперлигу.
Летом 2010 года Гёнен в обмен на защитника Эмре Озкана и 1 млн евро перешёл в один из ведущих турецких клубов — «Бешикташ». В команде, возглавляемой в то время немецким тренером Берндом Шустером, уже было два более опытных голкипера — заслуженный ветеран Рюштю Речбер и выступавший за «Бешикташ» с 2007 года Хакан Арикан. В своём первом сезоне в новом клубе Гёнен делил с другими вратарями игровое время. Молодому вратарю удалось дебютировать в еврокубках — он четыре матча сыграл в Лиге Европы УЕФА, и стать обладателем Кубка Турции 2010/11, хотя он и не принимал участие в финальном матче. В следующем сезоне Гёнен стал основным вратарём «Бешикташа» после того, как из команды ушёл Арикан. Однако уже в сезоне 2012/13 Гёнена из основного состава вытеснил шотландский новичок «Бешикташа» Аллан Макгрегор, а в дальнейшем он проиграл конкуренцию пришедшему летом 2013 года из «Трабзонспора» Толге Зенгину.
28 августа 2015 года Гёнен перешёл в «Галатасарай» за 600 тыс. евро. Контракт вратаря с клубом был заключён сроком на три года. Гёнен в «Галатасарае» стал резервным вратарём, подменяющим Фернандо Муслеру.

## Выступления за сборную
Дженк Гёнен выступал за молодёжные сборные Турции различных возрастных групп, начиная с 2002 года, когда он дебютировал в сборной юношей до 15 лет. Его дебют во взрослой команде состоялся 24 мая 2012 года в товарищеском матче со сборной Грузии. Гёнен начал матч в основном составе, после перерыва пропустил один гол и на 62-й минуте был заменён на Мерта Гюнока. Встреча завершилась победой турецких футболистов со счётом 3:1. Через два дня Гёнен провёл свой второй матч за сборную Турции, выйдя на замену вместо Рюшту Рекбера на 42-й минуте товарищеской встречи со сборной Финляндии. В концовке матча он пропустил два гола, игра завершилась поражением турецкой сборной со счётом 2:3.